# Triathlon de Portocolom

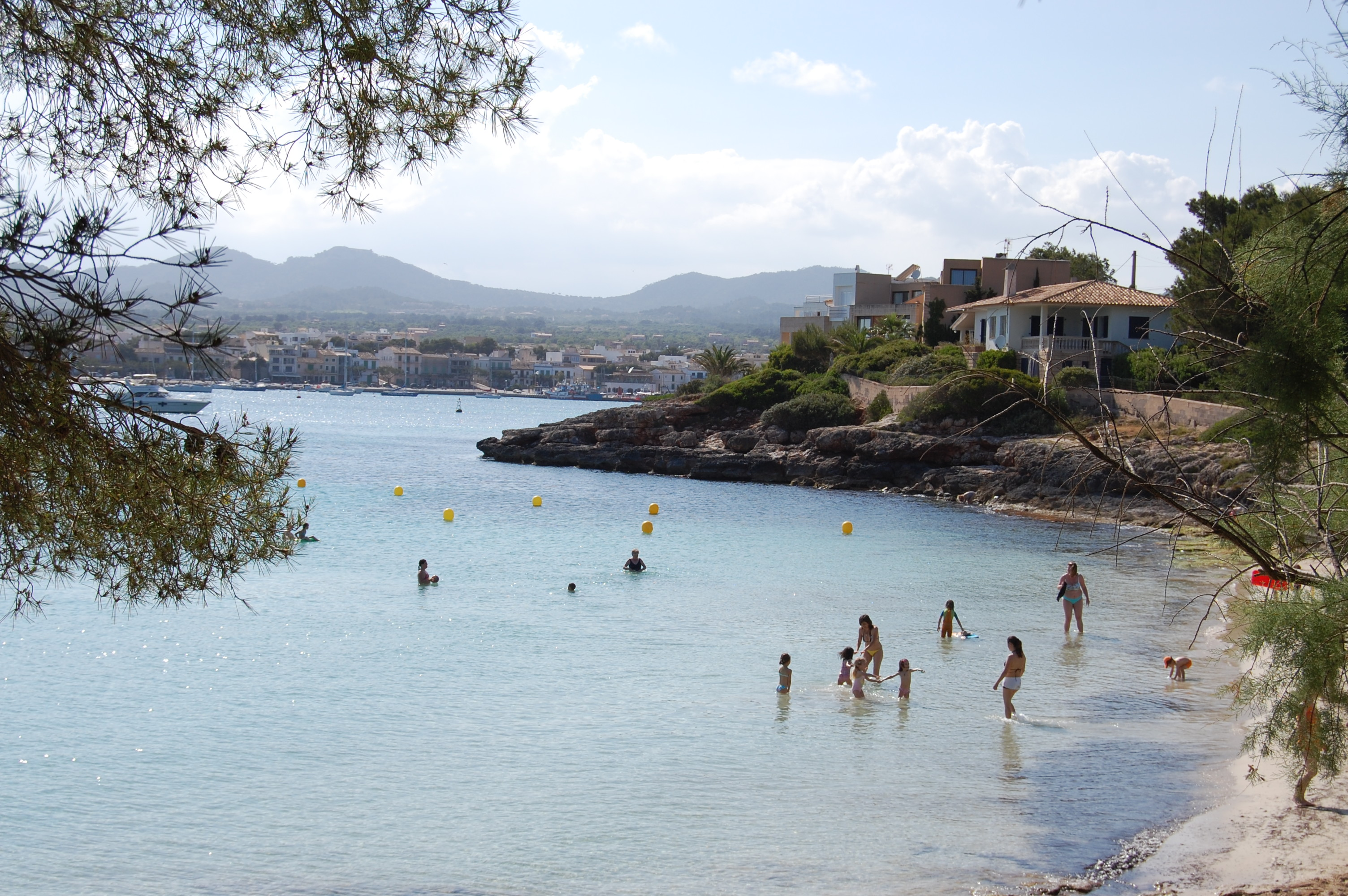
Badebucht bei Portocolom

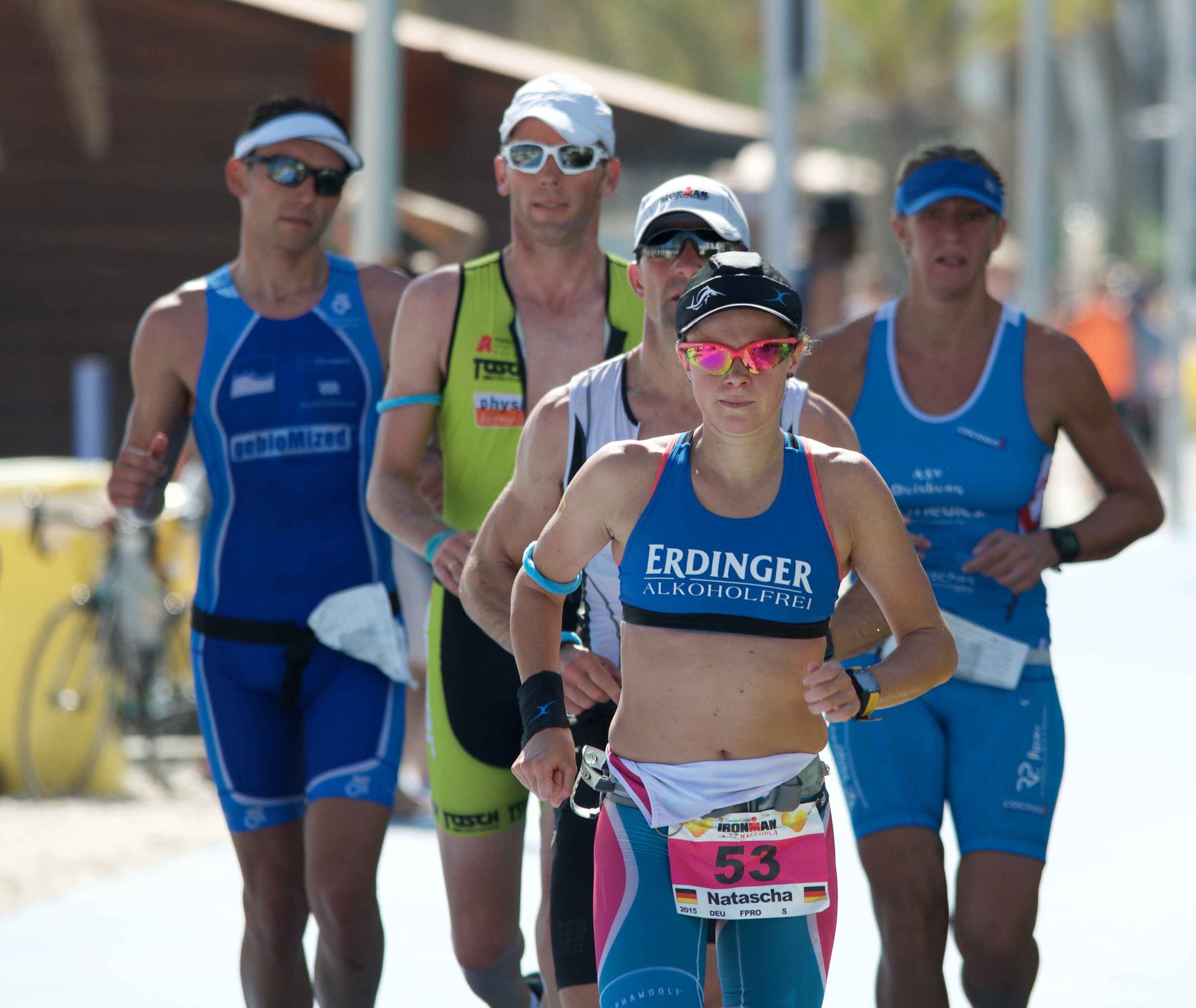
Natascha Schmitt, die Siegerin von 2013 und 2018

Der Triathlon de Portocolom ist eine seit 1997 jährlich stattfindende Triathlon-Sportveranstaltung über die Mittel- und Kurzdistanz im spanischen Portocolom auf Mallorca.

## Organisation
Dieses Triathlon-Rennen in der Hafenstadt an der Ostküste der Baleareninsel wurde erstmals im April 1997 ausgetragen.
In den beiden Jahren 2011 und 2012 lief das Rennen als „TriStar Mallorca“.
Neben dem Rennen auf der Mitteldistanz gibt es hier auch den Triathlon über die Kurzdistanz.
Im April 2018 war hier die 21. Austragung, der Belgier Michael Van Cleven konnte das Rennen zum vierten Mal in Folge für sich entscheiden und die Frankfurterin Natascha Schmitt holte sich hier nach 2013 ihren zweiten Sieg.
Seit 2019 ist der Triathlon de Portocolom fester Bestandteil der europaweiten Serie „European Triathlon League“ von „Spirit Multisport“. Die neu gegründete Serie umfasst aktuell vier Triathlon Veranstaltungen in vier Ländern: Triathlon de Portocolom (14. April), Chiemsee Triathlon (30. Juni), Triathlon EDF Alpe d’Huez (25. Juli) sowie Trans Vorarlberg Triathlon (25. August).
Im April 2019 waren hier mehr als 800 Sportler am Start.
Einen deutschen Dreifachsieg bei den Frauen gab es 2023 im Rahmen der 25. Austragung und der Schwede Robert Kallin konnte seinen Titel aus dem Vorjahr erfolgreich verteidigen.
- Mitteldistanz – „111“: 1000 m Schwimmen, 100 km Radfahren und 10 km Laufen

Geschwommen wird im Naturhafen von Portocolom. Einen der Höhepunkte der zweimal zu fahrenden Radstrecke stellt der Anstieg zum Kloster Santuari de Sant Salvador mit 4,6 Kilometern und 494 Höhenmetern dar. Die abschließende Laufdistanz verläuft über eine ebenso zweimal zu absolvierende Wendepunktstrecke durch die Altstadt von Portocolom und entlang von Stränden und Buchten zurück zum Ziel im Hafen.
- Kurzdistanz – „55.5“: 500 m Schwimmen, 50 km Radfahren und 5 km Laufen

Hier geht das Schwimmen über eine kürzere Bogenstrecke und die Rad- sowie die Laufstrecke ist jeweils einmal zu absolvieren.

## Siegerliste
Mitteldistanz (111)
1 km Schwimmen, 100 km Radfahren und 10 km Laufen
| Jahr          | Erster Platz           | Zweiter Platz        | Dritter Platz          |
| ------------- | ---------------------- | -------------------- | ---------------------- |
| 13. Apr. 2025 | Lennert Cappan         | Lukas Schnödewind    | Matthias Hohlrieder    |
| 14. Apr. 2024 | Lukas Schnödewind      | Vincent Van de Walle | Maximilian Rohde       |
| 2. Apr. 2023  | Robert Kallin -2-      | Carlos Oliver        | Michael Kalb           |
| 10. Apr. 2022 | Robert Kallin          | George Goodwin       | Roger Manyà Valenzuela |
| 14. Apr. 2019 | Domenico Passuello     | Milosz Sowinski      | Markus Hörmann         |
| 8. Apr. 2018  | Michael Van Cleven -4- | Thimothy Van Houtem  | Jarmo Rissanen         |
| 9. Apr. 2017  | Michael Van Cleven -3- | Stefan Schmid        | Fabian Rahn            |
| 10. Apr. 2016 | Michael Van Cleven -2- | Fredrik Bäckson      | Henrik Hyldelund       |
| 12. Apr. 2015 | Michael Van Cleven     | Josep Torres         | Fabian Rahn            |
| Apr. 2014     | Markus Hörmann         | Florian Kriegl       | Fabian Rahn            |
| 7. Apr. 2013  | Toni Colom             | Andreas Dreitz       | Sebastian Neef         |
| 17. Apr. 2012 | Joerie Vansteelant     | Ben Howard           | Johannes Moldan        |
| 17. Apr. 2011 | Olivier Marceau        | Marcel Zamora        | Norman Stadler         |

| Jahr | Erster Platz            | Zweiter Platz     | Dritter Platz    |
| ---- | ----------------------- | ----------------- | ---------------- |
| 2025 | Petra Eggenschwiler -2- | Leonie Konczalla  | Maja Indermühle  |
| 2024 | Petra Eggenschwiler     | Alexandra Tondeur | Maja Indermühle  |
| 2023 | Laura Jansen            | Julia Skala       | Rebecca Robisch  |
| 2022 | Jenny Schulz            | Caroline Livesey  | Sarah Bonner     |
| 2019 | Emma Bilham -2-         | Nina Derron       | Chantal Cummings |
| 2018 | Natascha Schmitt -2-    | Elisabeth Gruber  | Jenny Schulz     |
| 2017 | Elisabeth Gruber -2-    | Jenny Schulz      | Steffi Jansen    |
| 2016 | Emma Bilham             | Diana Riesler     | Stefanie Adam    |
| 2015 | Elisabeth Gruber        | Sílvia Míguez     | Mireia Vidal     |
| 2014 | Eimear Mullan -3-       | Eva Wutti         | Julia Gajer      |
| 2013 | Natascha Schmitt        | Susan Blatt       | Tine Holst       |
| 2012 | Eimear Mullan -2-       | Tamsin Lewis      | Anna Turvey      |
| 2011 | Eimear Mullan           | Tamsin Lewis      | Heidi Jesberger  |

Kurzdistanz (55.5)
500 m Schwimmen, 50 km Radfahren und 5 km Laufen
| Jahr          | Erster Platz              | Zweiter Platz             | Dritter Platz               |
| ------------- | ------------------------- | ------------------------- | --------------------------- |
| 13. Apr. 2025 | Jaume Florit Orell        | Ruben Best                | Biel Gacias Font            |
| 14. Apr. 2024 | Sebastià Gelabert Mascaró | David Leggett Walters     | Manuel De La Torre Barquero |
| 2. Apr. 2023  | Mario Mola -2-            | Sebastià Gelabert Mascaro | Jordi Perelló Coll          |
| 10. Apr. 2022 | Mario Mola                | Miquel Angel Capo Crespi  | Carlos Soto Garcia-Moreno   |
| 14. Apr. 2019 | Miquel Riusech Cardona    | Fabian Rahn               | Sebastia Gelabert Mascaro   |
| 8. Apr. 2018  | Kacper Adam               | Tim Van Hamme             | Mark Livesey                |
| 9. Apr. 2017  | Thomas Steger             | Markus Hörmann            | Julian Fritzenschaft        |
| 10. Apr. 2016 | Lucas Mola Díaz           | Thomas Kaiser             | Albert Gelabert Mira        |
| Apr. 2015     | Jose Almagro              | Andreas Lindén            | Kacper Adam                 |
| Apr. 2014     | Oscar Vicente Rodriguez   | Christoph Schlagbauer     | Pex Daan                    |

| Jahr | Erster Platz                          | Zweiter Platz                     | Dritter Platz         |
| ---- | ------------------------------------- | --------------------------------- | --------------------- |
| 2025 | Victoria Benavides Lopez de Ayala -2- | Janna Sieber                      | Addy Bamberg          |
| 2024 | Victoria Benavides Lopez de Ayala     | Lisa Rester                       | Janna Sieber          |
| 2023 | Anuchi Gago                           | Laura Strack                      | Sara Jarillo Lopez    |
| 2022 | Sarah-Jane Walker                     | Ellen Montanari                   | Lorena Gonzalez Simon |
| 2019 | Sabrina Stadelmann -2-                | Venla Koivula                     | Marta Rossello        |
| 2018 | Sabrina Stadelmann                    | Jolien Vandemoortele              | Henrika Parviainen    |
| 2017 | Diana Riesler                         | Michelle Flipo                    | Lisa-Maria Dornauer   |
| 2016 | Emma Pallant                          | Francisca De Villalonga Zaforteza | Caitlin Bradley       |
| 2015 | Michelle Filipo                       | Sandrine Benz                     | Cati Villalonga       |
| 2014 | Sandrine Benz                         | Trudy Brown                       | Cati Villalonga       |